# Čirača
Čirača je převážně ryolitový stratovulkán, který se nachází na severovýchodním okraji jezera Abaya v západní Etiopii.
Sopka je pravděpodobně starší než okolní vulkanické fenomény –mladé, holocenní bazalty, vyprodukované erupcemi z trhlin kaldery Hobiča, která je vzdálena asi 10 km západně od Čirači.